# Thoury-Férottes
Thoury-Férottes ist eine französische Gemeinde im Département Seine-et-Marne in der Region Île-de-France. Sie gehört zum Arrondissement Provins und zum Kanton Nemours (bis 2015 Kanton Lorrez-le-Bocage-Préaux). Die Bewohner nennen sich Ferottois. Thoury-Férottes grenzt im Nordwesten an Flagy, im Norden an Noisy-Rudignon, im Nordosten an Esmans und Montmachoux (Berührungspunkt), im Osten an Voulx, im Süden an Chevry-en-Sereine und im Südwesten an Lorrez-le-Bocage-Préaux und Saint-Ange-le-Viel.

## Bevölkerungsentwicklung
| Jahr      | 1962 | 1968 | 1975 | 1982 | 1990 | 1999 | 2008 | 2013 |
| --------- | ---- | ---- | ---- | ---- | ---- | ---- | ---- | ---- |
| Einwohner | 474  | 418  | 404  | 407  | 480  | 609  | 620  | 693  |

## Sehenswürdigkeiten
Siehe auch: Liste der Monuments historiques in Thoury-Férottes
- Soldatenfriedhof
- Kriegerdenkmal
- Kirche Saint-Pierre-Saint-Paul
- zwei Meter hoher Menhir „Pierre Cornoise“, Monument historique

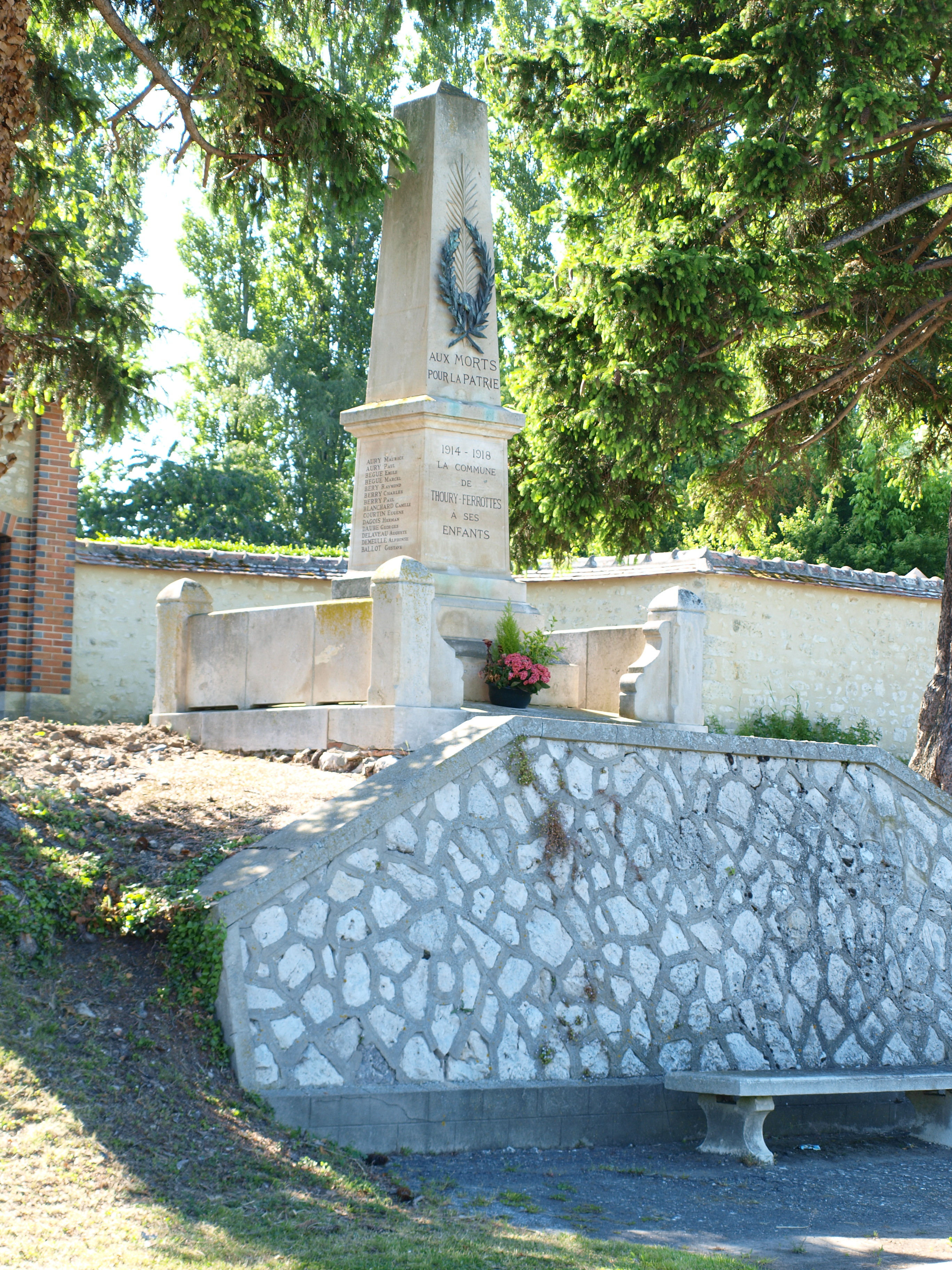
Kriegerdenkmal
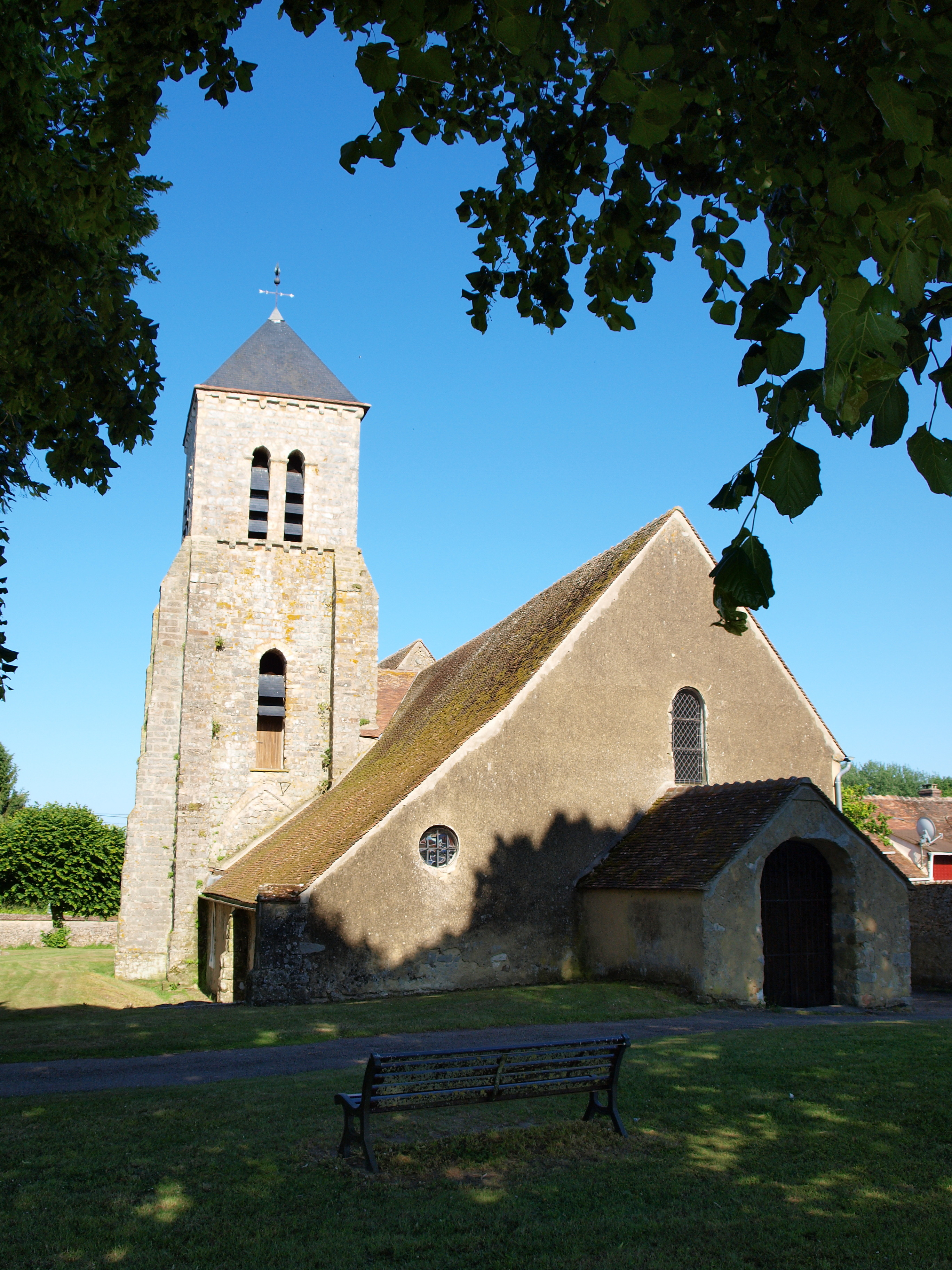
Kirche Saint-Pierre-Saint-Paul
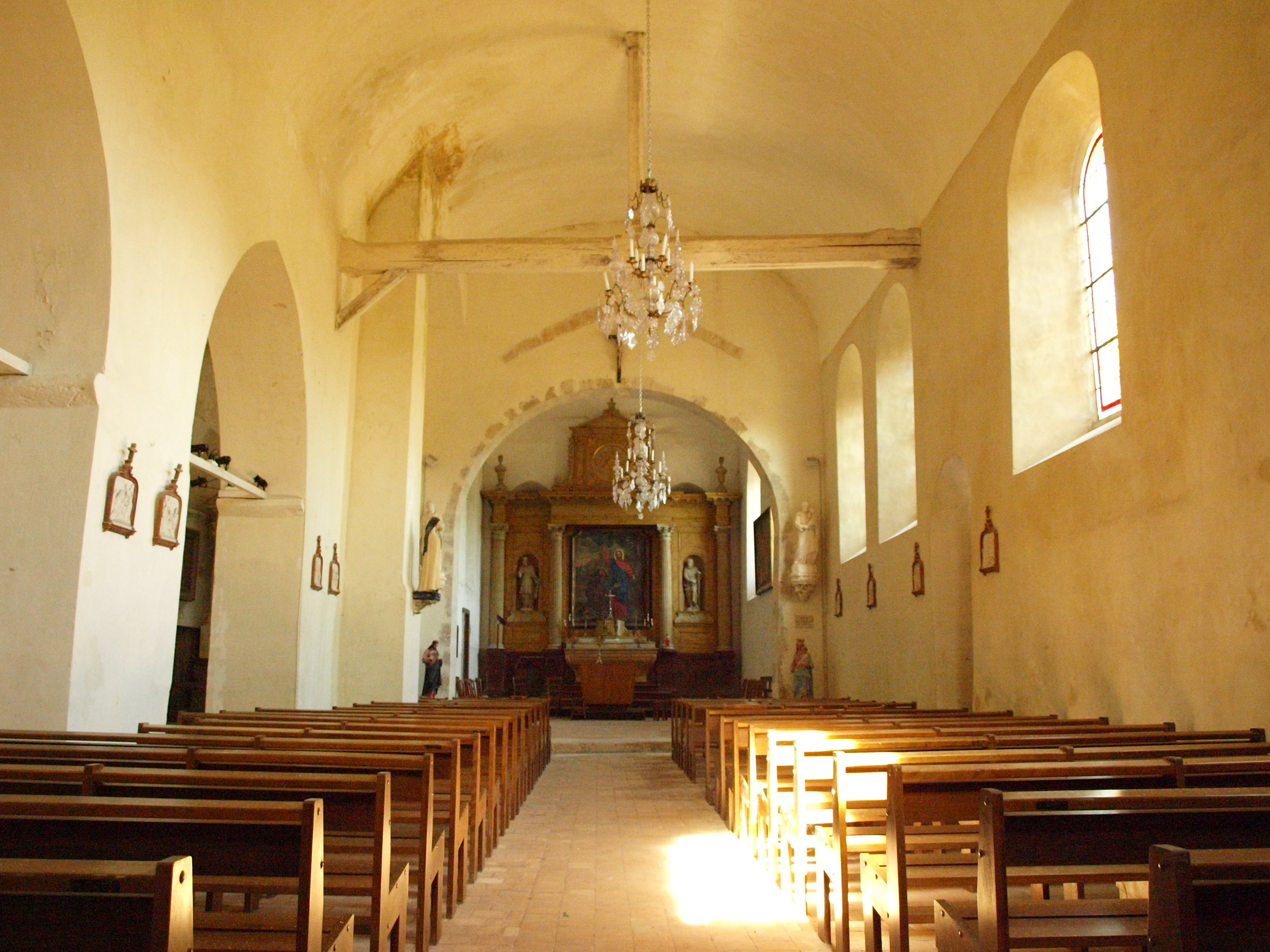
Kirchenschiff
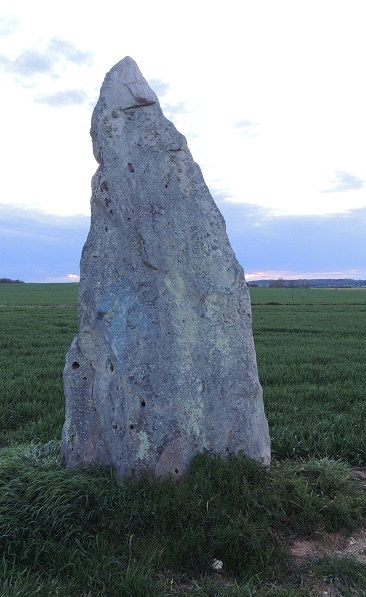
Menhir Pierre Cornoise